# Ernogrammus
Ernogrammus is een geslacht van straalvinnige vissen uit de familie van stekelruggen (Stichaeidae).

## Soorten
- Ernogrammus hexagrammus (Schlegel, 1845)
- Ernogrammus walkeri Follett & Powell, 1988
- Ernogrammus zhirmunskii Markevich & Kharin, 2011